# 랑림산
랑림산(狼林山, 표준어: 낭림산)은 자강도 룡림군, 함경남도 장진군, 평안남도 대흥군 사이에 위치해 있는 산이다. 랑림산맥과 묘향산맥의 시작점이다.
장자강의 원류가 위치해 있고, 분비나무·가문비나무·전나무 등이 자란다. 2000m 이상되는 곳에서는 눈측백나무·큰만병초·월귤 등이 자란다.

## 같이 보기
- 한국의 산